# Shayne Graham
Michael Shayne Graham (Radford, 9 dicembre 1977) è un ex giocatore di football americano statunitense che ha militato nel ruolo di placekicker nella National Football League (NFL). Al college ha giocato a football alla Virginia Tech University.

## Carriera professionistica
Graham fece il suo debutto professionistico nel maggio del 2000 con i Richmond Speed della lega di sviluppo della Arena Football League, la ora defunta af2. Dopo avere fatto parte di diversi roster delle franchigie NFL, trovò la sua dimensione ai Cincinnati Bengals nel 2003. In sei stagioni con la squadra stabilì diversi record di franchigia, tra cui maggior numero di field goal segnati in una stagione (31), in una partita (7), miglior percentuale realizzativa in una stagione (91,2) e in carriera e maggior numero di punti segnati in una stagione (131). Con i Bengals fu anche convocato per il suo unico Pro Bowl nel 2005. Dopo la stagione 2009 il contratto non gli fu rinnovato e tornò a fare la spola tra diverse formazioni, finché non si accasò ai New Orleans Saints nel 2013. A ottobre 2014 fu premiato come miglior giocatore degli special team della NFC del mese, in cui segnò tutti i 14 field goal e i 9 tentativi di extra point provati.

## Palmarès
- Convocazioni al Pro Bowl: 1

2005
- Second-team All-Pro: 1

2005

## Statistiche
| Field goal provati   | 289 |
| Field goal segnati   | 247 |
| Field goal più lungo | 53  |

Statistiche aggiornate alla stagione 2013